# Затяжное печенье

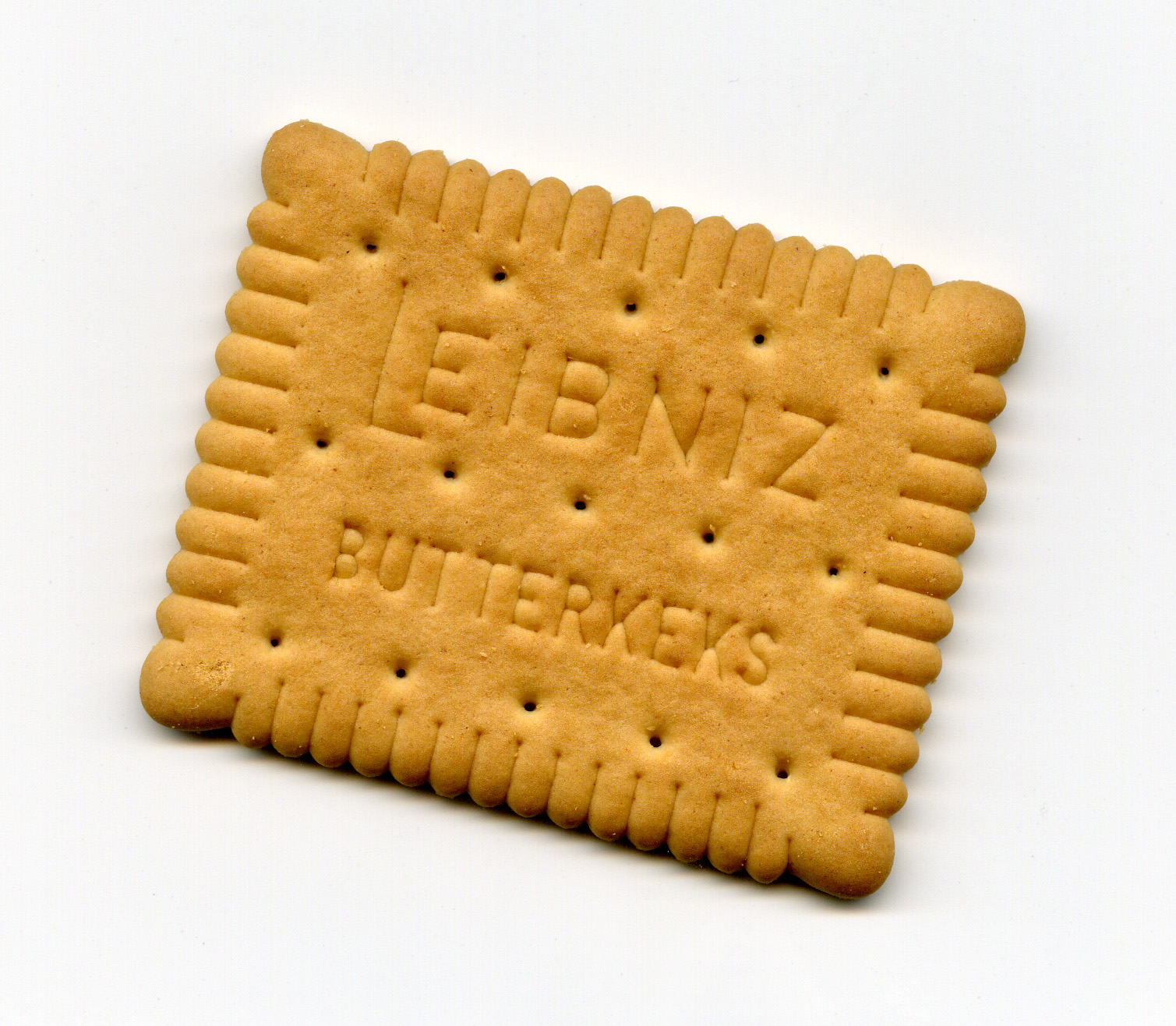
Печенье Leibniz

Затяжно́е пече́нье — вид печенья, вырабатываемого промышленным способом на поточно-механизированных линиях. Имеет плоскую форму в виде круга, овала, квадрата, прямоугольника или произвольной фигуры. Структура сухая и слоистая. С начинкой или без начинки. Влажность менее 9 %, массовая доля жира менее 30 %, са́хара — менее 20 %. Поверхность печенья может быть украшена сквозными проколами и несквозными бороздами.
Состав: пшеничная мука (со слабой клейковиной), крахмал, сахар, жир, молоко (цельное или сухое), меланж, ванилин, соль, химический разрыхлитель.
Некоторые торговые марки:
- из муки высшего сорта: Мария, Ленинградское, Студенческое, Детское[5], Leibniz, Petit Beurre.
- 1-го сорта: Крокет, Маковое[6], Спорт, Туристическое.
- 2-го сорта: Смесь № 1.